# Puyloubier
Puyloubier (Peyloubié en provençal) est une commune française située dans le département des Bouches-du-Rhône, en région Provence-Alpes-Côte d'Azur.
Ses habitants sont appelés les Puyloubiérens.

## Géographie

### Situation

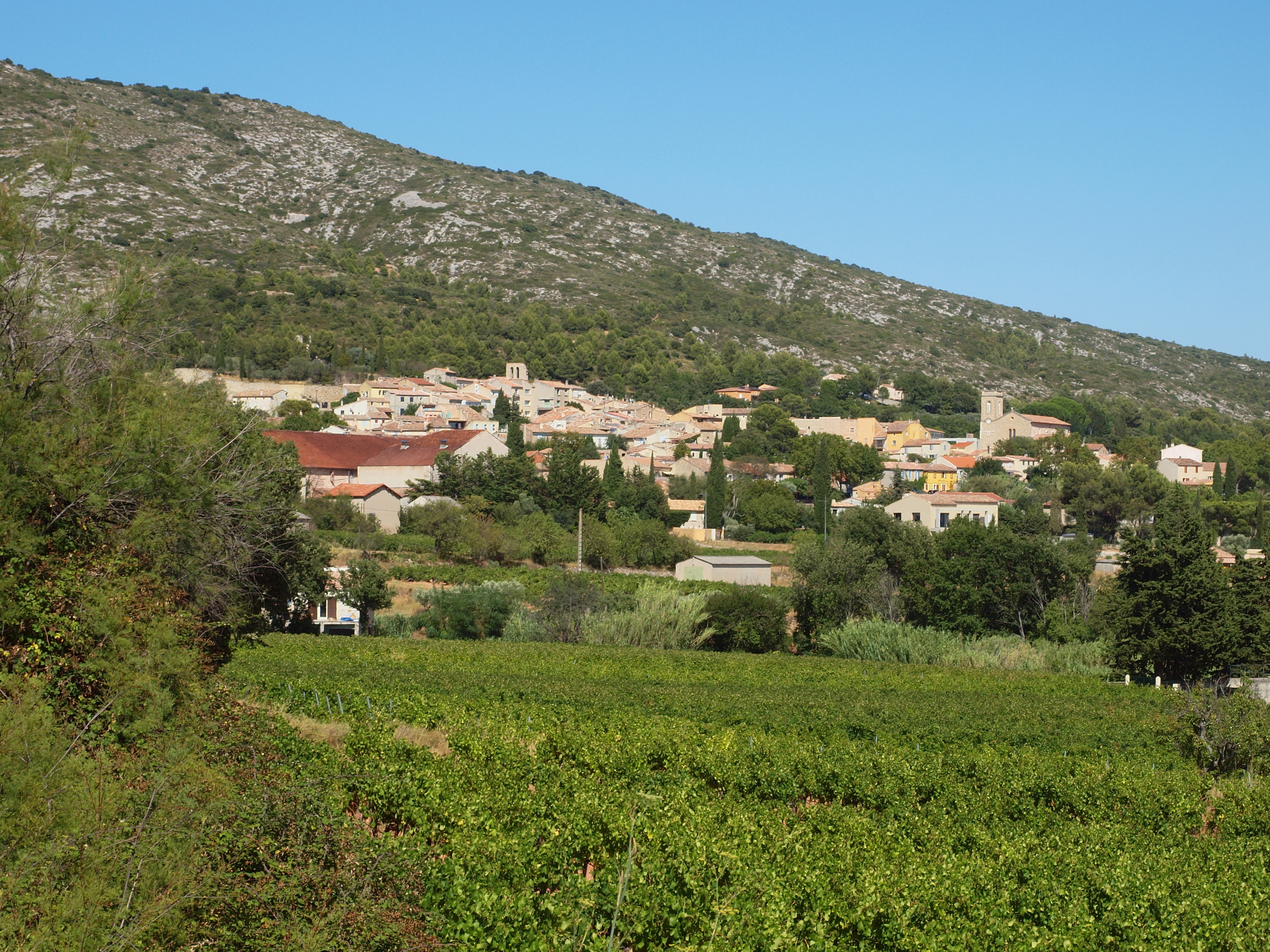
Puyloubier, sur le piémont sud-est de la Sainte-Victoire.

La commune de Puyloubier est située à l’extrémité est du département des Bouches-du-Rhône, à 50 km de Marseille et à 20 km d’Aix-en-Provence. C'est une commune essentiellement rurale. Elle fait partie du canton de Trets et de la Métropole d'Aix-Marseille-Provence (pays d'Aix). Elle couvre une superficie de 4 085 ha. Bordée au sud par la route départementale 7n (ancienne route nationale 7), elle est desservie par quatre routes départementales (RD 57b, RD 17, RD 12 et RD 57d). Elle est intégrée au Grand Site Sainte-Victoire, la surface couverte étant de 2 300 ha. Elle est aussi dans un périmètre Natura 2000 pour 1 400 ha. Enfin, elle se trouve dans le site classé de Sainte-Victoire.
Le territoire de la commune se divise en trois unités géographiques :
La montagne Sainte-Victoire : ce relief emblématique du Pays d’Aix, qui culmine à 1 011 m au Pic des Mouches, dresse une barrière calcaire impressionnante orientée est-ouest. Ce site d'une beauté très appréciée, rendu célèbre dans le monde entier par les toiles du maître Paul Cézanne, est évidemment un lieu préservé.
Le piémont : Le village est localisé sur le piémont de la chaîne (altitude moyenne 400 m). L’endroit est depuis longtemps reconnu comme apte à l’habitat. D’abord oppidum celtoligure, puis, plus tard, village défensif dominant un pays cultivé et aménagé mais presque vide d'hommes, Podium Luperium (la colline des loups). Aujourd’hui, le village se détache toujours nettement du massif de Sainte-Victoire et est visible de loin. Son orientation sud est remarquable. Il bénéficie d’un environnement exceptionnel qui a pu être préservé.
La plaine : d'une altitude variable (entre 250 et 350 m), cette plaine se présente sous l'aspect d'un vaste plan incliné avec quelques buttes qui se détachent surtout à l'ouest (les Bréguières). La plaine a une forte vocation agricole. On y trouve essentiellement de la vigne. Ce vignoble, avec une surface de plus de 1 000 ha, est le plus vaste du département des Bouches-du-Rhône (AOC Côtes de Provence Sainte-Victoire).
|                         | Vauvenargues | Rians (Var)      |
| Saint-Antonin-sur-Bayon | Puyloubier   | Pourrières (Var) |
| Rousset                 | Trets        |                  |

### Climat
Pour des articles plus généraux, voir Climat de Provence-Alpes-Côte d'Azur et Climat des Bouches-du-Rhône.
En 2010, le climat de la commune est de type climat méditerranéen franc, selon une étude du Centre national de la recherche scientifique s'appuyant sur une série de données couvrant la période 1971-2000. En 2020, Météo-France publie une typologie des climats de la France métropolitaine dans laquelle la commune est exposée à un climat méditerranéen et est dans la région climatique  Provence, Languedoc-Roussillon, caractérisée par une pluviométrie faible en été, un très bon ensoleillement (2 600 h/an), un été chaud (21,5 °C), un air très sec en été, sec en toutes saisons, des vents forts (fréquence de 40 à 50 % de vents > 5 m/s) et peu de brouillards. 
Pour la période 1971-2000, la température annuelle moyenne est de 13,2 °C, avec une amplitude thermique annuelle de 16,5 °C. Le cumul annuel moyen de précipitations est de 746 mm, avec 5,3 jours de précipitations en janvier et 2,4 jours en juillet. Pour la période 1991-2020, la température moyenne annuelle observée sur la station météorologique de Météo-France la plus proche, « Vauvenargues », sur la commune de Vauvenargues à 7 km à vol d'oiseau, est de 12,6 °C et le cumul annuel moyen de précipitations est de 738,1 mm. 
La température maximale relevée sur cette station est de 41 °C, atteinte le 28 juin 2019 ; la température minimale est de −12,3 °C, atteinte le 11 février 2012,,. 
Les paramètres climatiques de la commune ont été estimés pour le milieu du siècle (2041-2070) selon différents scénarios d'émission de gaz à effet de serre à partir des nouvelles projections climatiques de référence DRIAS-2020. Ils sont consultables sur un site dédié publié par Météo-France en novembre 2022.

## Urbanisme

### Typologie
Au 1er janvier 2024, Puyloubier est catégorisée bourg rural, selon la nouvelle grille communale de densité à 7 niveaux définie par l'Insee en 2022.
Elle est située hors unité urbaine. Par ailleurs la commune fait partie de l'aire d'attraction de Marseille - Aix-en-Provence, dont elle est une commune de la couronne,. Cette aire, qui regroupe 115 communes, est catégorisée dans les aires de 700 000 habitants ou plus (hors Paris),.

### Occupation des sols
L'occupation des sols de la commune, telle qu'elle ressort de la base de données européenne d’occupation biophysique des sols Corine Land Cover (CLC), est marquée par l'importance des territoires agricoles (49,4 % en 2018), une proportion sensiblement équivalente à celle de 1990 (49,1 %). La répartition détaillée en 2018 est la suivante : 
cultures permanentes (32,5 %), milieux à végétation arbustive et/ou herbacée (23,8 %), forêts (14,5 %), espaces ouverts, sans ou avec peu de végétation (9,8 %), terres arables (9,7 %), zones agricoles hétérogènes (7,2 %), zones urbanisées (1,8 %), zones industrielles ou commerciales et réseaux de communication (0,7 %). L'évolution de l’occupation des sols de la commune et de ses infrastructures peut être observée sur les différentes représentations cartographiques du territoire : la carte de Cassini (XVIIIe siècle), la carte d'état-major (1820-1866) et les cartes ou photos aériennes de l'IGN pour la période actuelle (1950 à aujourd'hui).

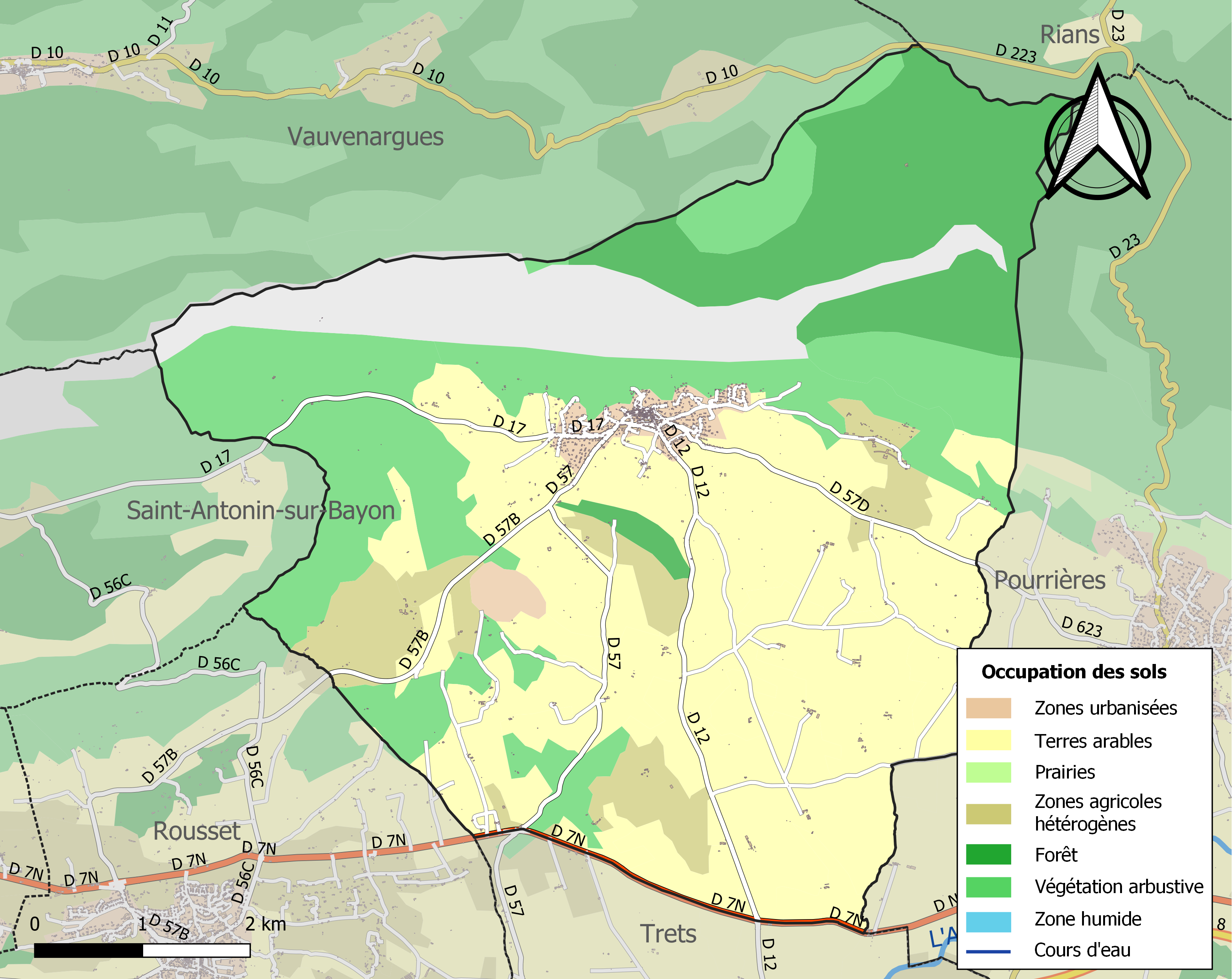
Carte des infrastructures et de l'occupation des sols de la commune en 2018 (CLC).

## Histoire
L’histoire de la commune est intimement liée à celle de la montagne Sainte-Victoire. Son nom lui-même trouve son origine dans la montagne : Puyloubier, Podium Luperium, la colline des loups.
Selon le CNRS, près de 200 sites ou indices de sites préhistoriques, toutes périodes chronologiques confondues, sont dénombrés sur le versant méridional de Sainte-Victoire, dont une centaine sur le seul piémont de Puyloubier.

### Préhistoire
C’est au cours du Néolithique, au troisième millénaire avant notre ère, que le massif de Sainte-Victoire connaît sa première phase de développement et, sur le piémont de Puyloubier, un certain nombre de gisements de plein air a été reconnu. Des fragments de céramique non tournée, des outils en silex et des haches polies témoignent d’une occupation relativement dense des zones basses de la montagne.
Au cours de l’âge du Bronze (1850-700 avant notre ère), le piémont de Puyloubier continue à être fréquenté alors qu’une certaine déprise de l’essor démographique est constatée en Basse Provence.
On trouve aussi des traces de peuplement protohistorique que ce soit du Ier âge du Fer (700-450 avant notre ère) ou du IIe âge du Fer (450-100 avant notre ère).
En 102 avant notre ère, lors de leur arrivée en Provence, les Barbares se divisèrent en deux masses : l’une, formée des Cimbres, se rendit vers l’Italie septentrionale, l’autre, composée des Teutons et des Ambrons, se dirigea vers Aix. Selon Tite-Live, on sait que le consul Marius extermina ses ennemis en deux combats livrés aux environs de la ville d’Aix :  « Duobus praeliis circa Aquas Sextias eos hostes delevit » .
Un large consensus prévaut pour situer la deuxième bataille dans la plaine située entre Puyloubier, Pourrières et Trets, à proximité de la Voie Aurélienne. Marius avait en effet prévu de rejoindre ses ennemis en ces lieux où il pensait suppléer à l’infériorité du nombre de ses soldats par la supériorité des positions et la promptitude de l’attaque. Une de ses colonnes devait déboucher du camp fortifié du Pain de Munition, situé sur les collines entre Puyloubier et Pourrières, l’autre depuis le plateau du Cengle, situé sur les communes de Saint-Antonin et de Puyloubier. Un monument commémorant la bataille a été érigé sur la commune de Pourrières.
L’époque gallo-romaine laisse en témoignage un réseau de villae qui s’est développé sur le piémont, au pied des collines ou sur les replats, près des terres cultivables : le Général, l’Avocat, Richeaume, Saint-Pancrace, le Jasmin, Parret, la Meïronette ou Cancelade.

### Moyen Âge
Le nom du village connaît diverses formes : Puium Lubericum (1020), Podium Lubarium (1040), Podium Luparium (1044), Mons Luparius, Peiloubier…
Jean de Sabran (?-av.1384), capitaine d'Aix (1367), châtelain d'Aix (1370), viguier de Marseille (1381), fut seigneur d'Ansouis et grand chambellan de Jeanne I de Naples. Il était le troisième fils de Guillaume de Sabran, baron d'Ansouis et comte d'Ariano. Jean épousa avant 1351, Isoarde de Roquefeuil, dame de Puyloubier, de Belcodène et de Mimet, fille d'Isnard de Puyloubier, seigneur de Puyloubier et de Roquefeuil. Il eut de longs problèmes avec son frère Guillaume au sujet de l'héritage paternel, si bien que la reine Jeanne dut intervenir. Le 9 mars 1351, il prêta hommage pour Puyloubier à la reine Jeanne.
Lors de la crise ouverte par la mort de la reine Jeanne Ire, le fief de Puyloubier est confisqué à Jacques de Roquefeuille, qui soutenait Charles III de Naples contre Louis Ier d'Anjou. Il est donné à Isoarde de Roquefeuille le 27 juin 1386.
Ce nom qui associe la montagne et les loups n’est pas usurpé : la commune versa encore, en 1832, une prime pour la capture de deux louveteaux.

## Politique et administration
| Période                                  | Période  | Identité               | Étiquette | Qualité                   |
| ---------------------------------------- | -------- | ---------------------- | --------- | ------------------------- |
| 1789                                     | 1792     | Abbé Fréret            | ...       | ...                       |
| 1792                                     | 1795     | François Rey           | ...       | ...                       |
| 1795                                     | 1796     | Jean-Louis Cavasse     | ...       | ...                       |
| 1796                                     | 1798     | André Mouret           | ...       | ...                       |
| 1798                                     | 1801     | Etienne Roubin         | ...       | ...                       |
| 1801                                     | 1816     | Jean-Pierre Frégier    | ...       | ...                       |
| 1816                                     | 1816     | Joseph-Clément Lachaud | ...       | ...                       |
| 1816                                     | 1826     | Joseph Armand          | ...       | ...                       |
| 1826                                     | 1837     | Joseph Audric          | ...       | ...                       |
| 1837                                     | 1838     | Joseph Margalet        | ...       | ...                       |
| 1838                                     | 1838     | Jean-Pierre Jauffret   | ...       | ...                       |
| 1838                                     | 1840     | Jean-Pancrace Frégier  | ...       | ...                       |
| 1840                                     | 1845     | Bruno Decormis         | ...       | ...                       |
| 1845                                     | 1846     | Joseph Pelotier        | ...       | ...                       |
| 1846                                     | 1848     | Toussaint Chanteduc    | ...       | ...                       |
| 1848                                     | 1860     | Camille Audibert       | ...       | ...                       |
| 1860                                     | 1878     | Laurent Peyron         | ...       | ...                       |
| 1878                                     | 1882     | François Décomis       | ...       | ...                       |
| 1882                                     | 1889     | Frédéric Coulon        | ...       | ...                       |
| 1889                                     | 1892     | Pierre Margalet        | ...       | ...                       |
| 1892                                     | 1900     | François Coulon        | ...       | ...                       |
| 1900                                     | 1908     | Marius Honnorat        | ...       | ...                       |
| 1908                                     | 1918     | Pierre Fraisse         | ...       | ...                       |
| 1919                                     | 1923     | Augustin Fabre         | ...       | ...                       |
| 1923                                     | 1924     | Albert Richaud         | ...       | ...                       |
| 1925                                     | 1944     | Jean Casanova          | ...       | Journaliste               |
| 1945                                     | 1953     | Jean Casanova          | ...       | Journaliste               |
| 1953                                     | 1962     | Henri Froidfond        | ...       | Journaliste               |
| 1962                                     | 1989     | René Rigaud            | SE        | Artisan                   |
| 1989                                     | 1995     | André Guinieri         | SE        | Cadre Éducation Nationale |
| 1995                                     | En cours | Frédéric Guinieri      | SE        | Ingénieur                 |
| Les données manquantes sont à compléter. |          |                        |           |                           |

## Population et société

### Démographie
L'évolution du nombre d'habitants est connue à travers les recensements de la population effectués dans la commune depuis 1793. Pour les communes de moins de 10 000 habitants, une enquête de recensement portant sur toute la population est réalisée tous les cinq ans, les populations de référence des années intermédiaires étant quant à elles estimées par interpolation ou extrapolation. Pour la commune, le premier recensement exhaustif entrant dans le cadre du nouveau dispositif a été réalisé en 2006.

En 2022, la commune comptait 1 780 habitants, en stagnation par rapport à 2016 (Bouches-du-Rhône : +2,48 %, France hors Mayotte : +2,11 %).
| 1793  | 1800 | 1806 | 1821 | 1831  | 1836 | 1841 | 1846 | 1851 |
| ----- | ---- | ---- | ---- | ----- | ---- | ---- | ---- | ---- |
| 1 024 | 970  | 780  | 884  | 1 036 | 947  | 900  | 905  | 922  |

| 1856 | 1861 | 1866 | 1872 | 1876 | 1881 | 1886 | 1891 | 1896 |
| ---- | ---- | ---- | ---- | ---- | ---- | ---- | ---- | ---- |
| 873  | 973  | 995  | 924  | 828  | 668  | 566  | 541  | 547  |

| 1901 | 1906 | 1911 | 1921 | 1926 | 1931 | 1936 | 1946 | 1954 |
| ---- | ---- | ---- | ---- | ---- | ---- | ---- | ---- | ---- |
| 603  | 539  | 530  | 475  | 527  | 544  | 567  | 557  | 527  |

| 1962 | 1968 | 1975 | 1982  | 1990  | 1999  | 2006  | 2011  | 2016  |
| ---- | ---- | ---- | ----- | ----- | ----- | ----- | ----- | ----- |
| 630  | 692  | 798  | 1 121 | 1 317 | 1 475 | 1 671 | 1 845 | 1 780 |

| 2021  | 2022  | - | - | - | - | - | - | - |
| ----- | ----- | - | - | - | - | - | - | - |
| 1 783 | 1 780 | - | - | - | - | - | - | - |

### Manifestations culturelles et festivités
- Foire à la Brocante et vide-grenier en juin.
- Petit Festival Culturel en juillet et août.
- Fête de la Saint-Éloi début septembre.
- Marché de Noël fin novembre.
- Les « Rendez-vous culturels de Puyloubier » : chaque dernier vendredi (ciné club) et samedi (spectacle) des mois de septembre à mai (décembre excepté), entrée libre.

### Personnalités liées à la commune
- Servin de Puyloubier, ermite et martyr, massacré par les Wisigoths.
- Jacques Rigaud, dessinateur et graveur, né à Puyloubier le 1er mai 1680, décédé à Paris le 10 août 1754.
- Jean-Baptiste Rigaud, dessinateur et graveur, né à Puyloubier le 17 avril 1720, neveu de Jacques Rigaud.
- Rosalie Margalet, mère du poète Victor Gélu, couturière, née à Puyloubier le 3 avril 1770, décédée le 7 mars 1854.
- Jean Planque, artiste peintre et collection d'art suisse, y a séjourné entre 1948 et 1951.
- Francis Méano, footballeur international, né à Puyloubier le 22 mai 1931, décédé tragiquement dans un accident de voiture près de Reims le 26 juin 1953.
- Pierre Paul Jeanpierre, colonel de la Légion étrangère, tué au combat en 1958 près de Guelma (Algérie)  repose au carré des légionnaires dans le cimetière de Puyloubier.
- Yvonne Gamy, actrice, née à Marseille le 10 juin 1904, décédée dans la même ville le 10 février 1997, y a longtemps habité.

### Héraldique
| Armes de Puyloubier | Les armes peuvent se blasonner ainsi : D'or à un bois de sinople mouvant du flanc senestre, et un loup de sable sortant de ce bois. |

## Économie

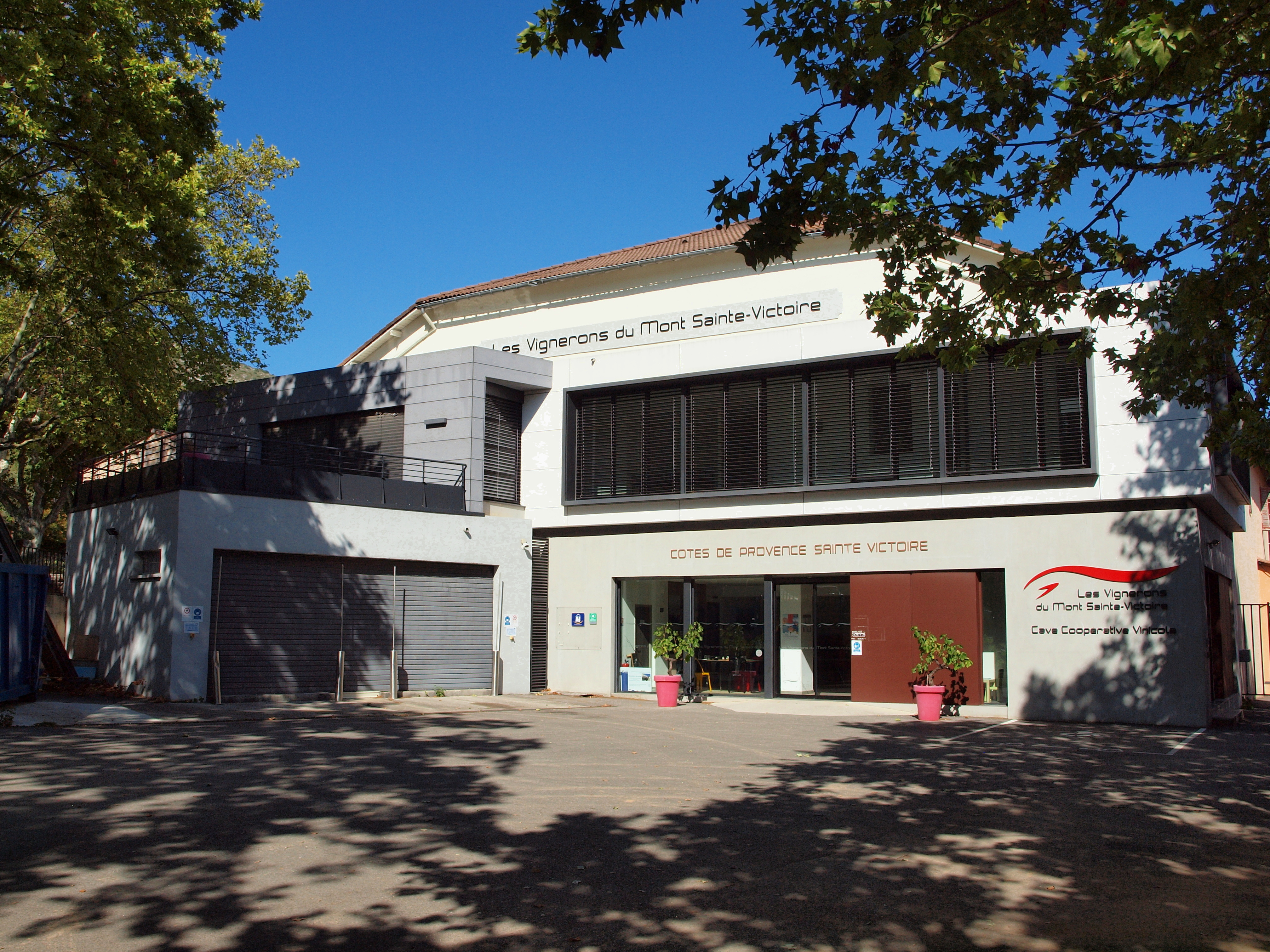
Cave coopérative des vignerons du mont Sainte-Victoire.

La commune fait partie de la zone d'appellation Côtes-de-provence Sainte-Victoire.

## Culture et patrimoine

### Lieux et monuments

#### Monuments laïques
Le centre ancien
Le centre historique du village a progressivement été réhabilité : rénovation des réseaux d'eau et d'assainissement, suppression des réseaux aériens électriques et téléphoniques, pavage des rues, reconstruction des murets, mise en place de ferronneries d'art, rénovation des façades ou encore mise en lumière de certains édifices.
En 2009, dans le cadre des Rubans du Patrimoine, la commune a reçu un prix départemental pour cette réhabilitation. Ce concours est co-organisé par l'Association des maires de France, la Fédération française du Bâtiment et la Fondation du Patrimoine.
Les remparts
Les remparts font partie de ce qu'il reste du château médiéval. L'ensemble a toujours appartenu à des propriétaires privés. En octobre 2011, la commune est devenue propriétaire de ces remparts pour l’euro symbolique et leur reconstruction a pu être engagée. Le glacis, partie basse inclinée qui avait fait l’objet de pillages de pierres après la Révolution servant de carrière pour d'autres constructions, a été reconstitué. Les parties éboulées ont aussi été remontées. Lorsque l’église Sainte-Marie a été vidée des gravats provenant de sa démolition, les pierres avaient été triées et mises de côté. Elles ont servi à la reconstruction d’une partie du glacis. Après plusieurs tranches de travaux, la partie ouest des remparts est aujourd’hui reconstruite sur une longueur de 80 mètres et sur une hauteur moyenne de 7 mètres. L’ensemble est mis en lumière avec un éclairage à base de leds. En 2015, dans le cadre des Rubans du Patrimoine, la commune a reçu un prix départemental pour cette restauration. Ce concours est co-organisé par l'Association des maires de France, la Fédération française du Bâtiment et la Fondation du Patrimoine.
La Légion étrangère

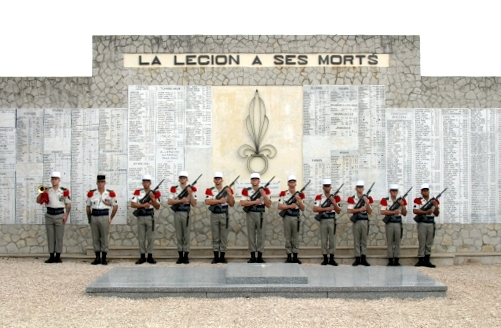
Légionnaires devant le monument aux morts.

Depuis 1954, la Légion étrangère a installé sur la commune une maison de retraite pour ses légionnaires. L'institution des invalides de la Légion étrangère occupe le vaste domaine du capitaine Danjou, à l’est du village, sous les derniers contreforts de Sainte-Victoire. Cet établissement accueille les anciens légionnaires valides et invalides blessés, malades ou inadaptés. La première fonction de cette structure unique en son genre est de prodiguer soins, traitements et repos à ses pensionnaires auxquels sont aussi proposées diverses activités réparties sur les 220 hectares du domaine.
- Viticulture : 40 hectares de vigne dont la récolte est vinifiée par la cave des vignerons du village et la commercialisation effectuée depuis le caveau de l'Institution, essentiellement à destination des diverses bases de la Légion dans le monde.
- Céramique : l'atelier produit diverses pièces de vaisselle et des éléments décoratifs. Parallèlement sont réalisés des travaux de sérigraphie.
- Reliure : l'atelier effectue des travaux sur tout ouvrage ou collection de périodiques et restaure les ouvrages anciens.

Dans une boutique, on peut trouver les diverses productions de l'Institution. On peut aussi découvrir une présentation permanente des différents uniformes de la Légion étrangère ainsi que plusieurs objets authentiques attachés à l’histoire de ce corps dans le musée de l'Uniforme. En 2004 et 2014, la commémoration des 50e et 60e anniversaires de l'installation de la Légion étrangère à Puyloubier ont fait l'objet de cérémonies officielles dans le village et au domaine du capitaine Danjou.
Le monument aux morts et la stèle Philippe Noclercq
Le monument au morts affiche l'appel du 18 Juin du général de Gaulle et, sur la D 17, la stèle Philippe Noclercq commémore la mort de ce jeune pompier volontaire lors de l'incendie du Cengle Sainte-Victoire le 25 août 1986.

Monuments aux morts
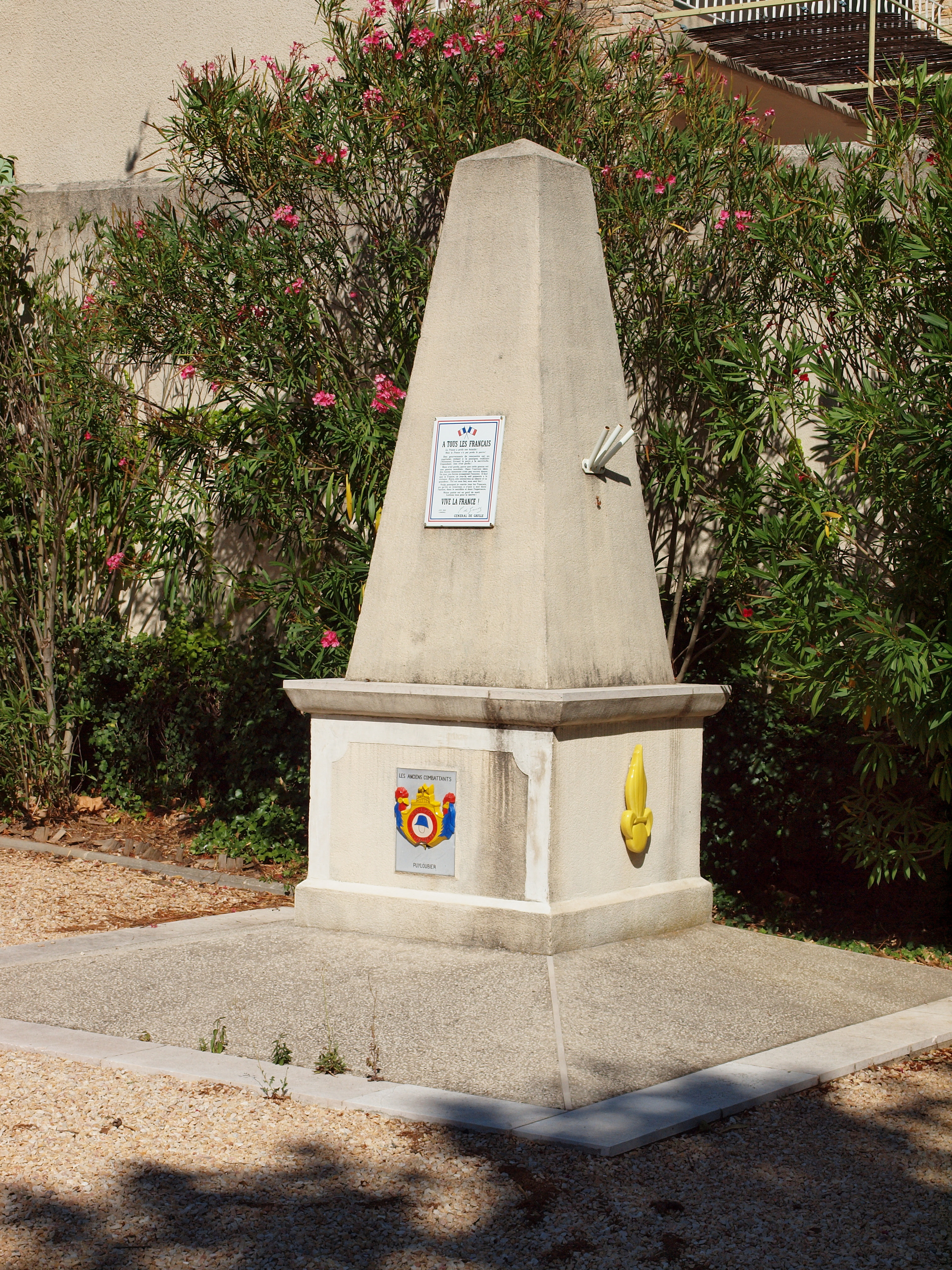
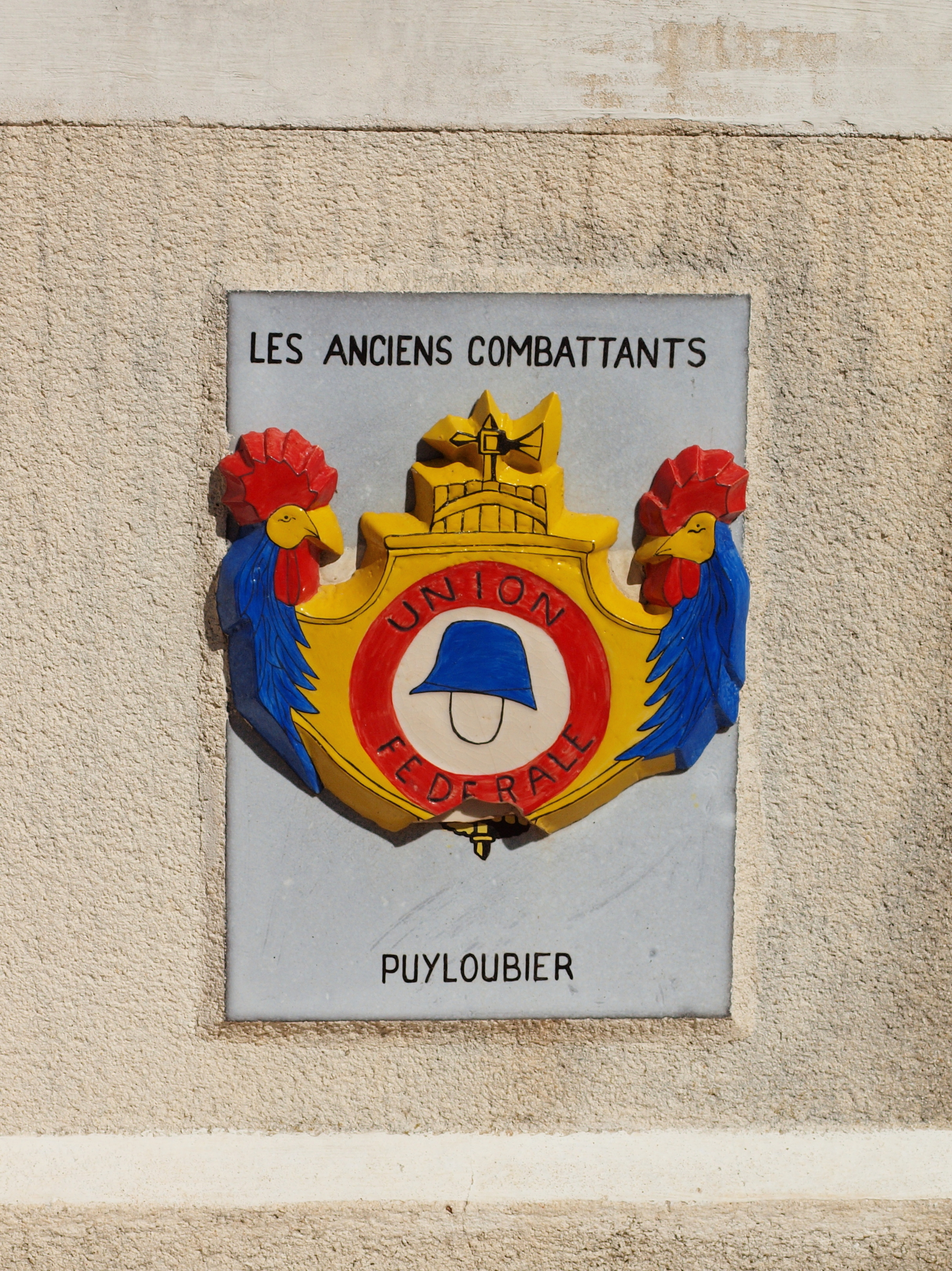
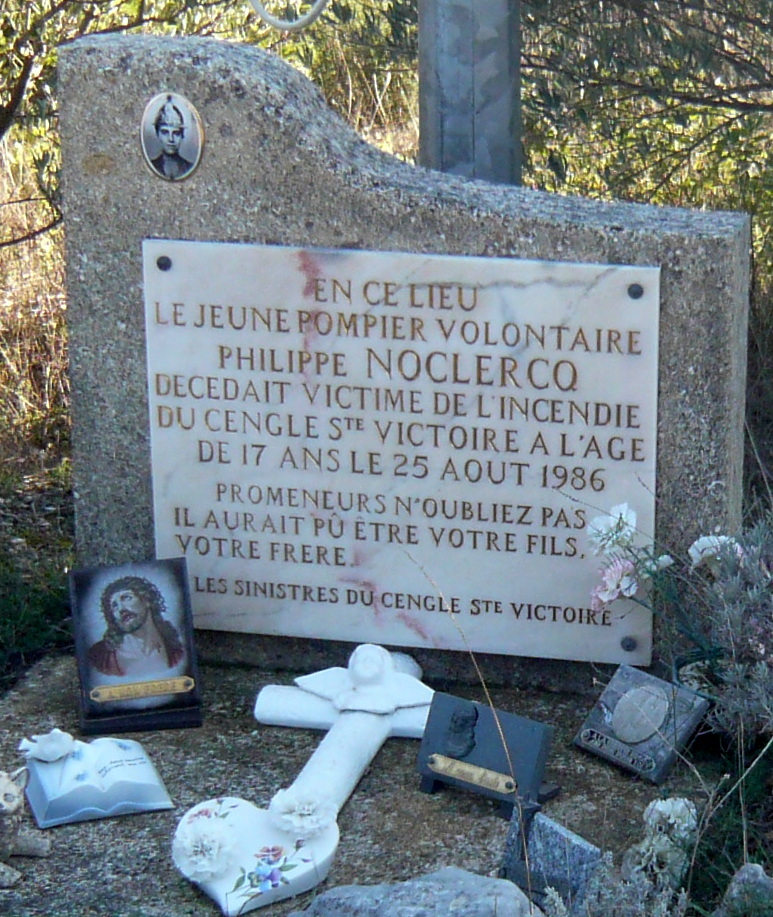

#### Monuments religieux
- L'église Saint-Pons

Cette église, construite au XIXe siècle, abrite plusieurs objets mobiliers classés ou inscrits en tant que monuments historiques, dont une statue de saint Pons et une de saint Éloi, le maître-autel en marbre, deux bénitiers du XVIIe siècle et deux tableaux.
L'église a fait l’objet d’importants travaux : reprise en sous-œuvre des fondations, réfection des enduits extérieurs, restauration des vitraux, rénovation de la toiture, réhabilitation du parvis, mise en lumière de l'ensemble des façades, rénovation des sols du chœur, amélioration de l'éclairage intérieur, rénovation du presbytère et de son jardin, peintures intérieures, tableaux et harmonium.

L'église Saint-Pons
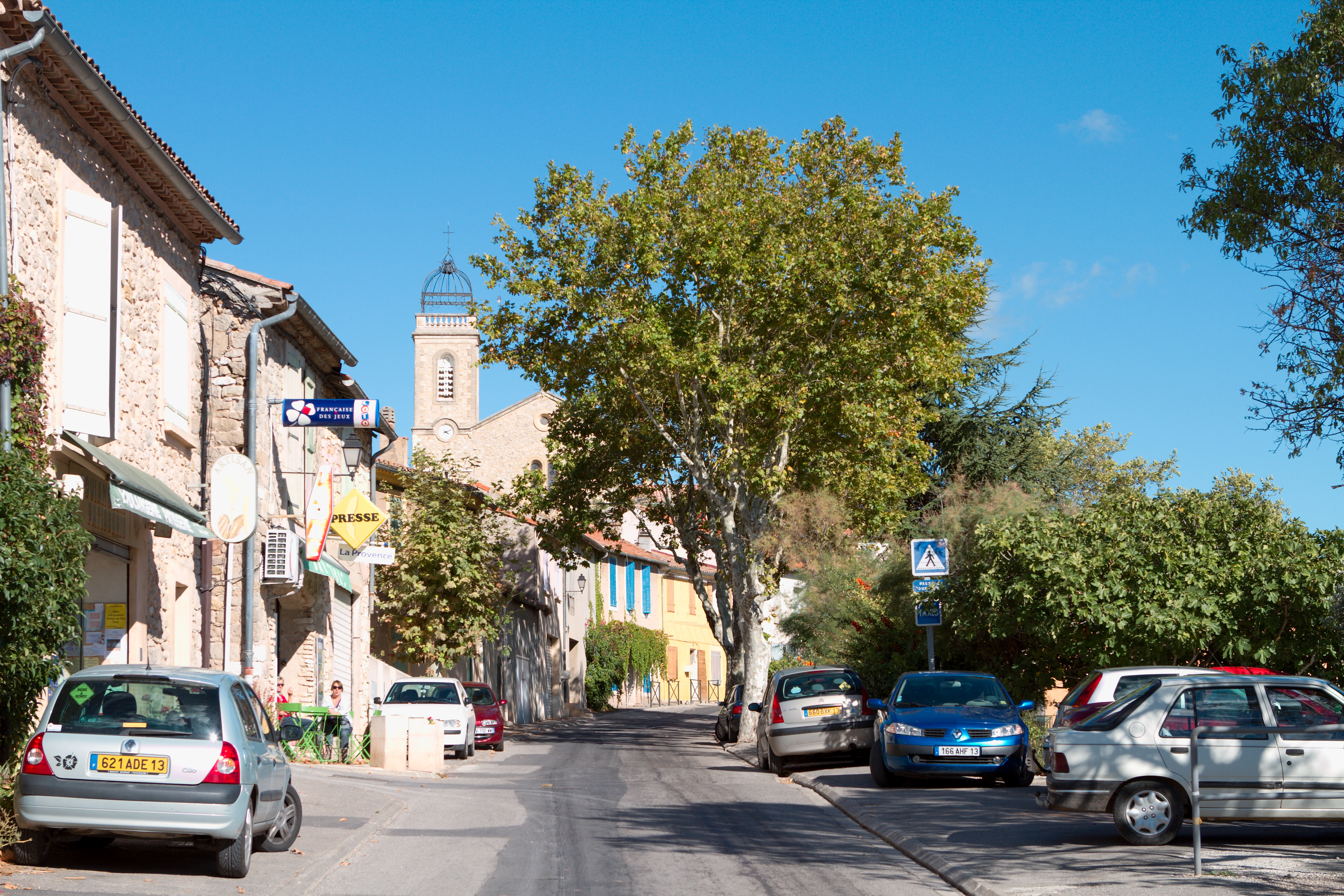
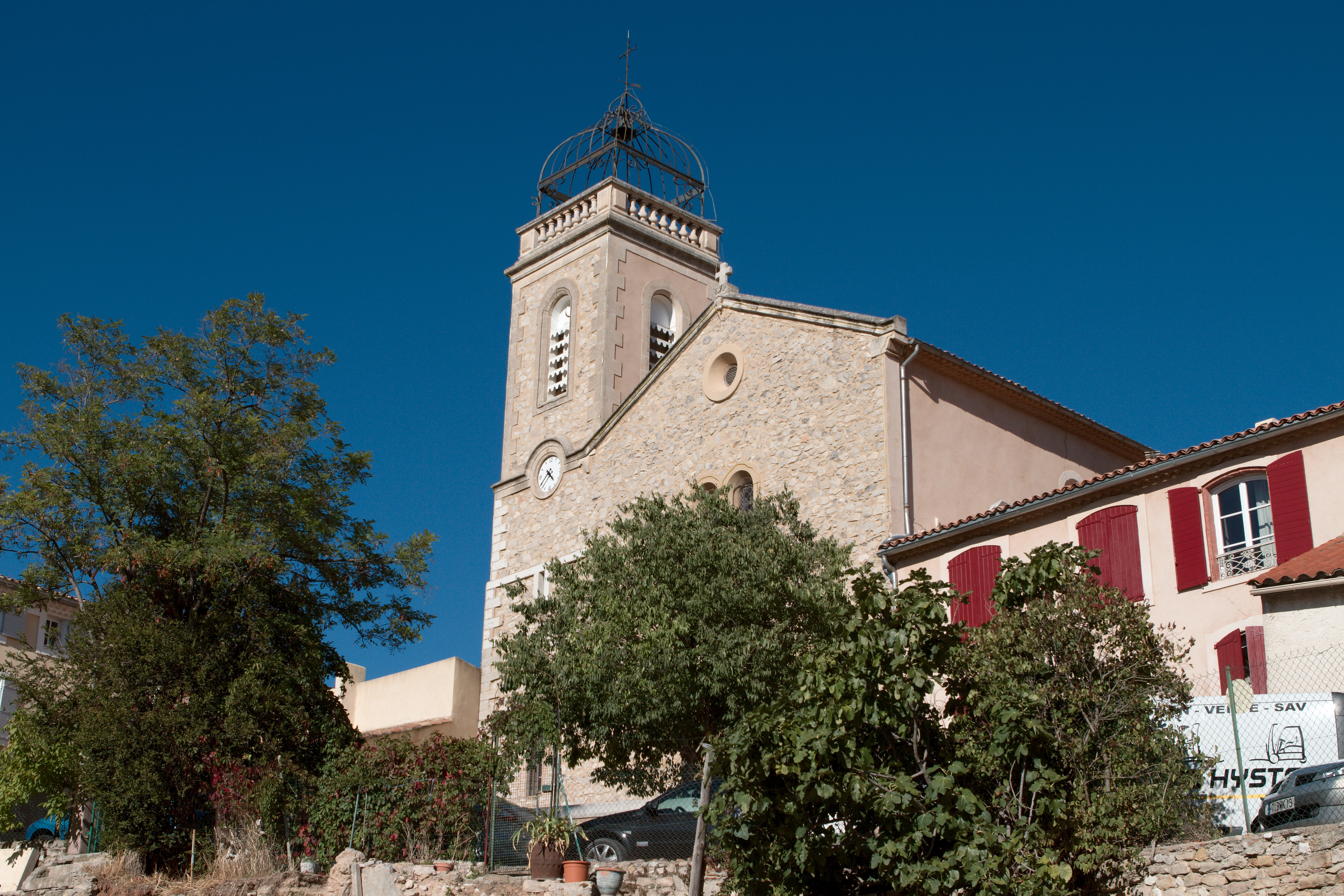
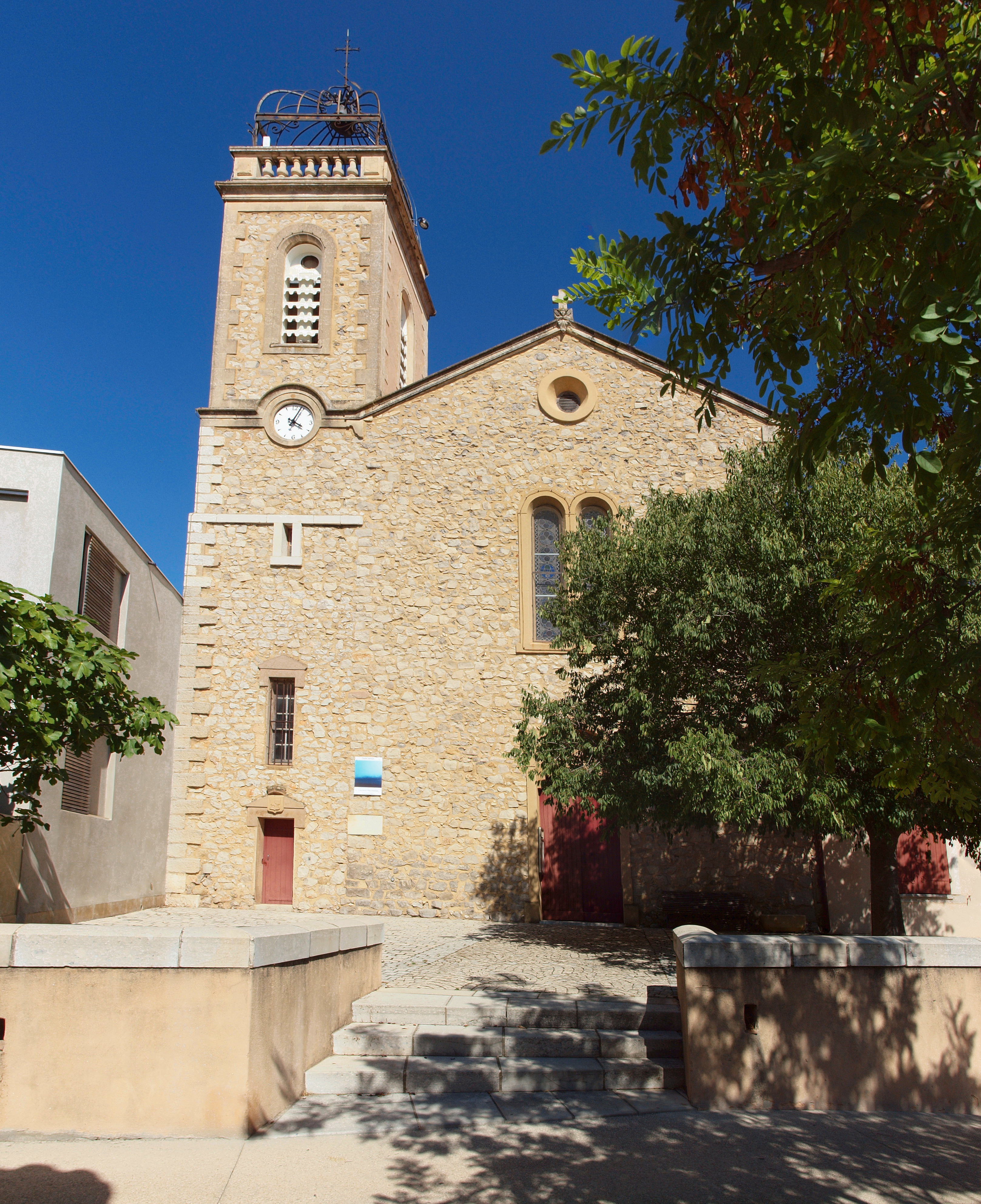
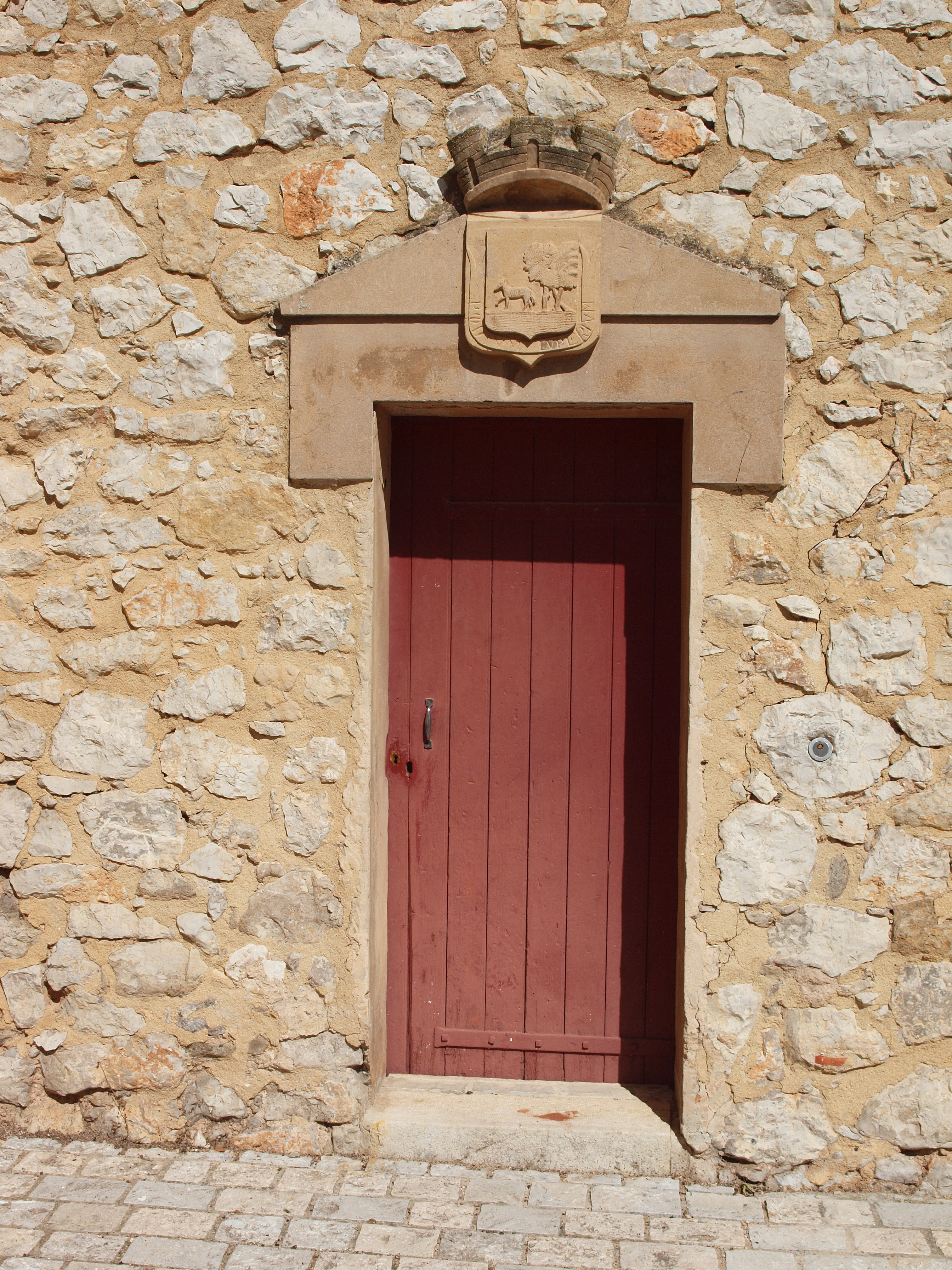

- La chapelle Saint-Pancrace

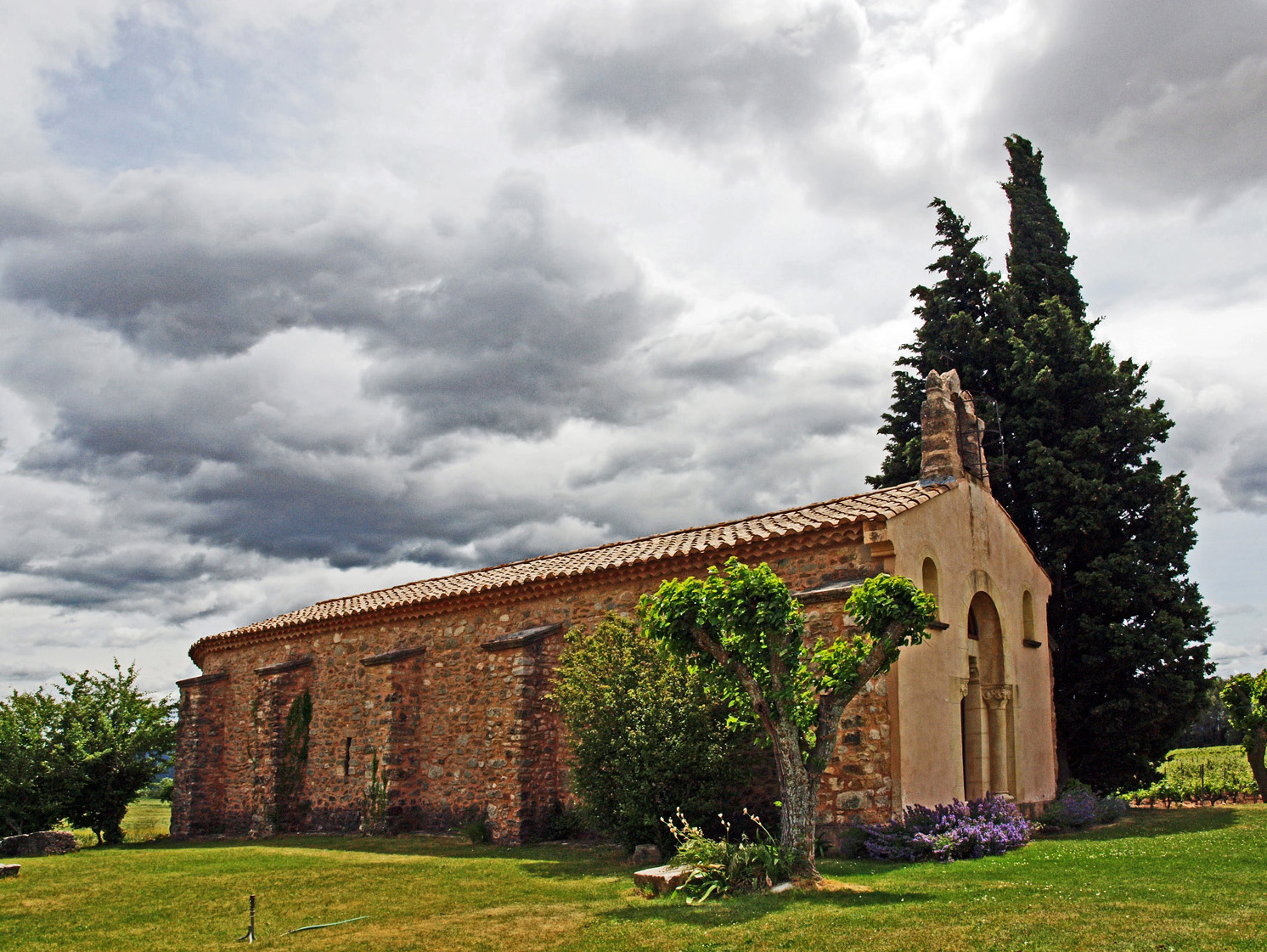
La chapelle Saint-Pancrace.

Cette chapelle consacrée au XIe siècle a été entièrement rénovée : reconstruction des dix contreforts latéraux et d'une voûte intérieure, réfection des façades et des enduits intérieurs, réalisation d'une « calade » autour de l'édifice, amélioration des abords.
- La chapelle Saint-Roch

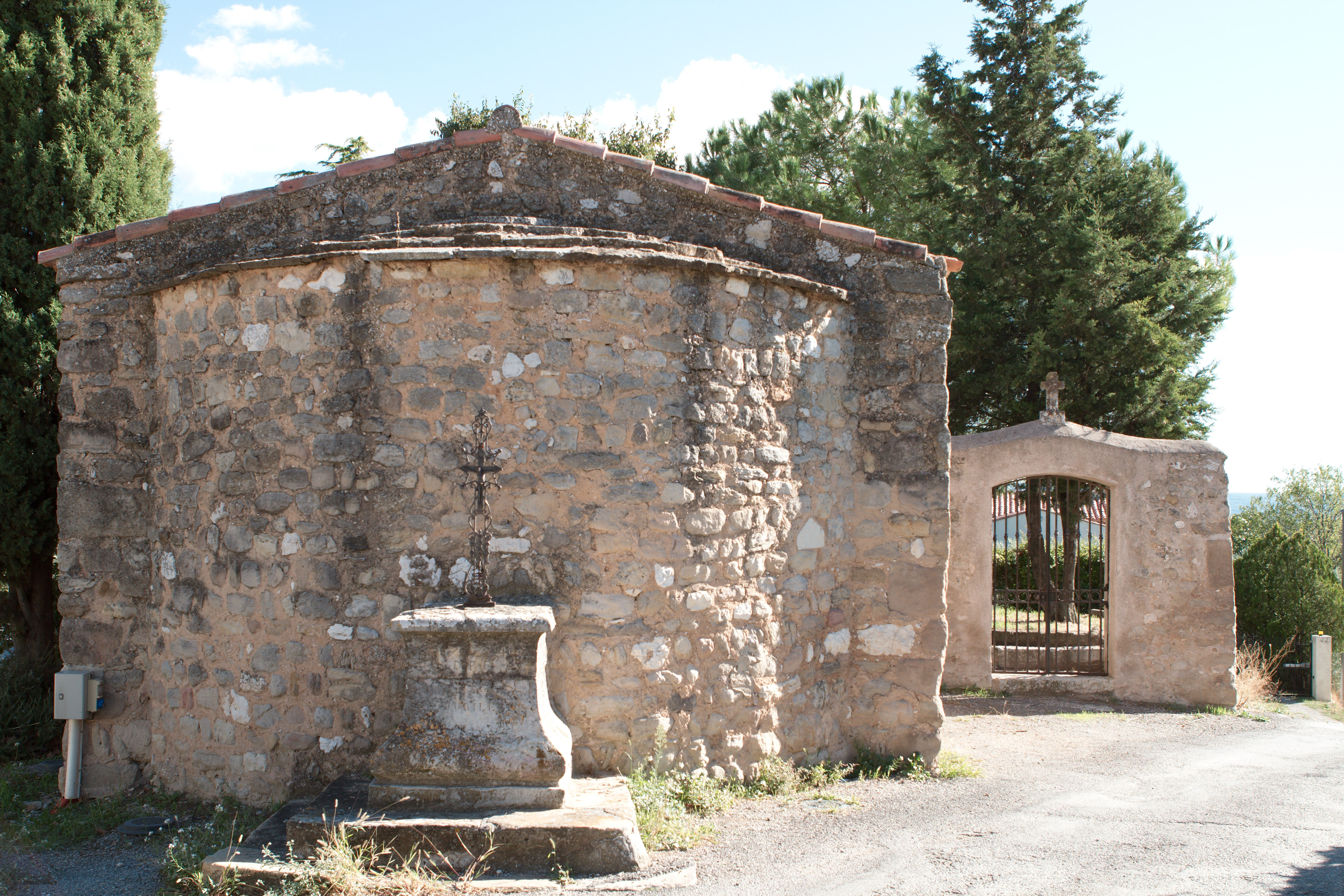
La chapelle Saint-Roch.

Cette chapelle, du XIIIe siècle, a été restaurée dans les années 1980 par des bénévoles. Elle a aussi fait l’objet de travaux d’amélioration : réfection des murs de clôture, mise en place de ferronneries de style, mise en lumière complète, rénovation de la toiture du chœur et du calvaire.
- La chapelle Saint-Ser

Cette chapelle date du XIe siècle. Elle a été construite à partir d’une grotte naturelle dans le versant sud de la montagne Sainte-Victoire classée dans le cadre des Opérations Grands Sites. Elle a été détruite en 1993 à la suite de l'éboulement d’un rocher qui s’est décroché de la falaise surplombant l’édifice. Sa reconstruction a pu être effectuée, à l’occasion de son millénaire, après avoir réalisé les purges et les ancrages préconisés par une étude technique. La chapelle a de nouveau été bénie, le 4 juin 2001, par l’archevêque d’Aix-en-Provence, dans le cadre d’une manifestation qui a attiré un public considérable.
En 2002, un timbre-poste a été émis pour commémorer le millénaire de cette chapelle.
En 2003, pour la reconstruction de la chapelle Saint-Ser mais aussi pour les restaurations de l'église Saint-Pons et la chapelle Saint-Pancrace, la commune a été primée dans le cadre du Concours national des Municipalités organisé par la Société pour la protection des paysages et de l'esthétique de la France, présidée à l'origine par le poète Sully Prudhomme, qui s’est donné pour but de défendre les édifices et sites qui contribuent à l'identité de notre pays.
La même année, pour ces mêmes travaux, la commune a reçu le prix national des Rubans du Patrimoine dédié aux communes de moins de 3 500 habitants. Ce concours est co-organisé par l’Association des maires de France, la Fédération française du bâtiment et la Fondation du Patrimoine. C'était la deuxième fois seulement qu’une commune des Bouches-du-Rhône recevait un prix national de ce concours.

La chapelle Saint-Ser
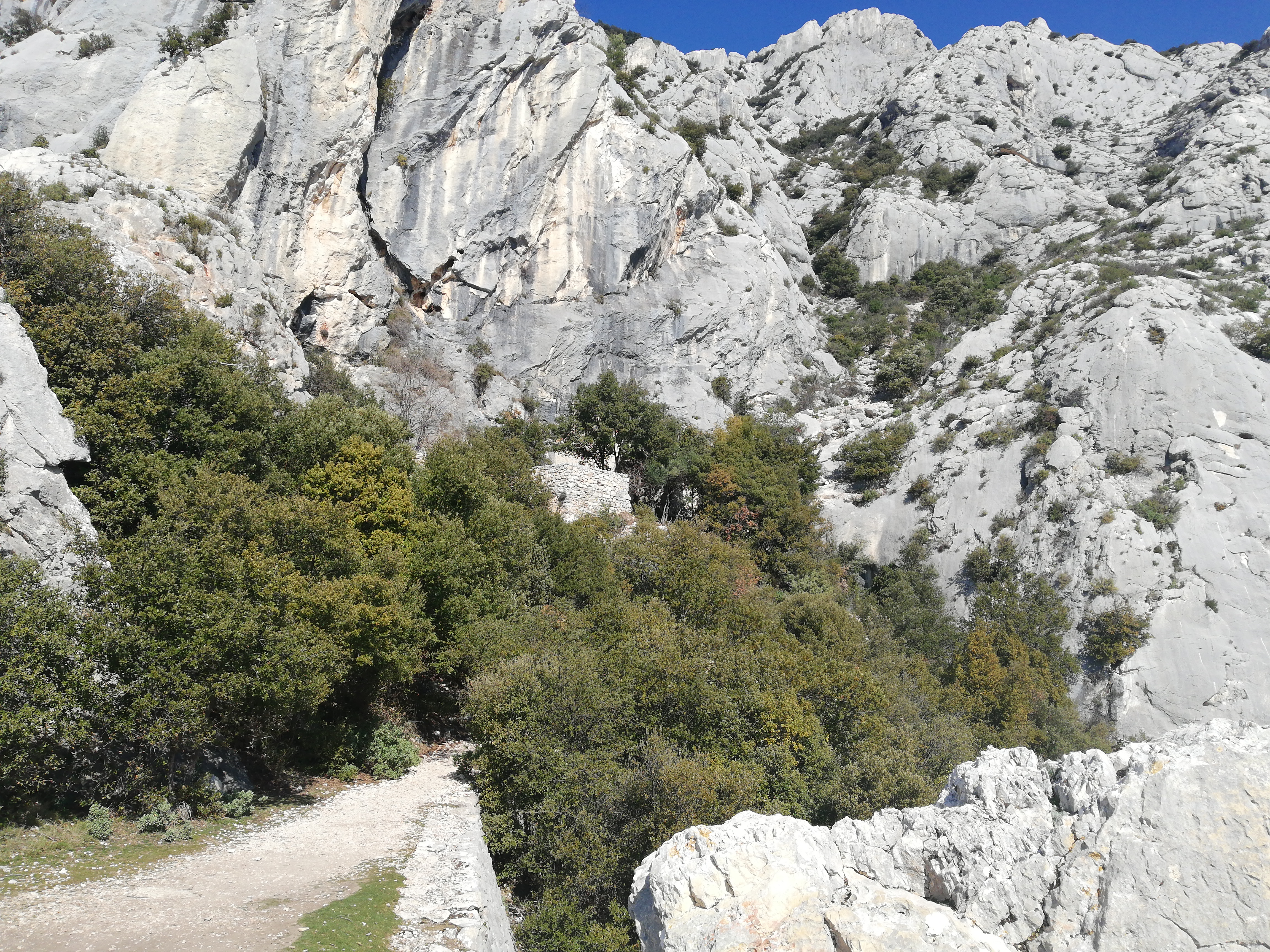
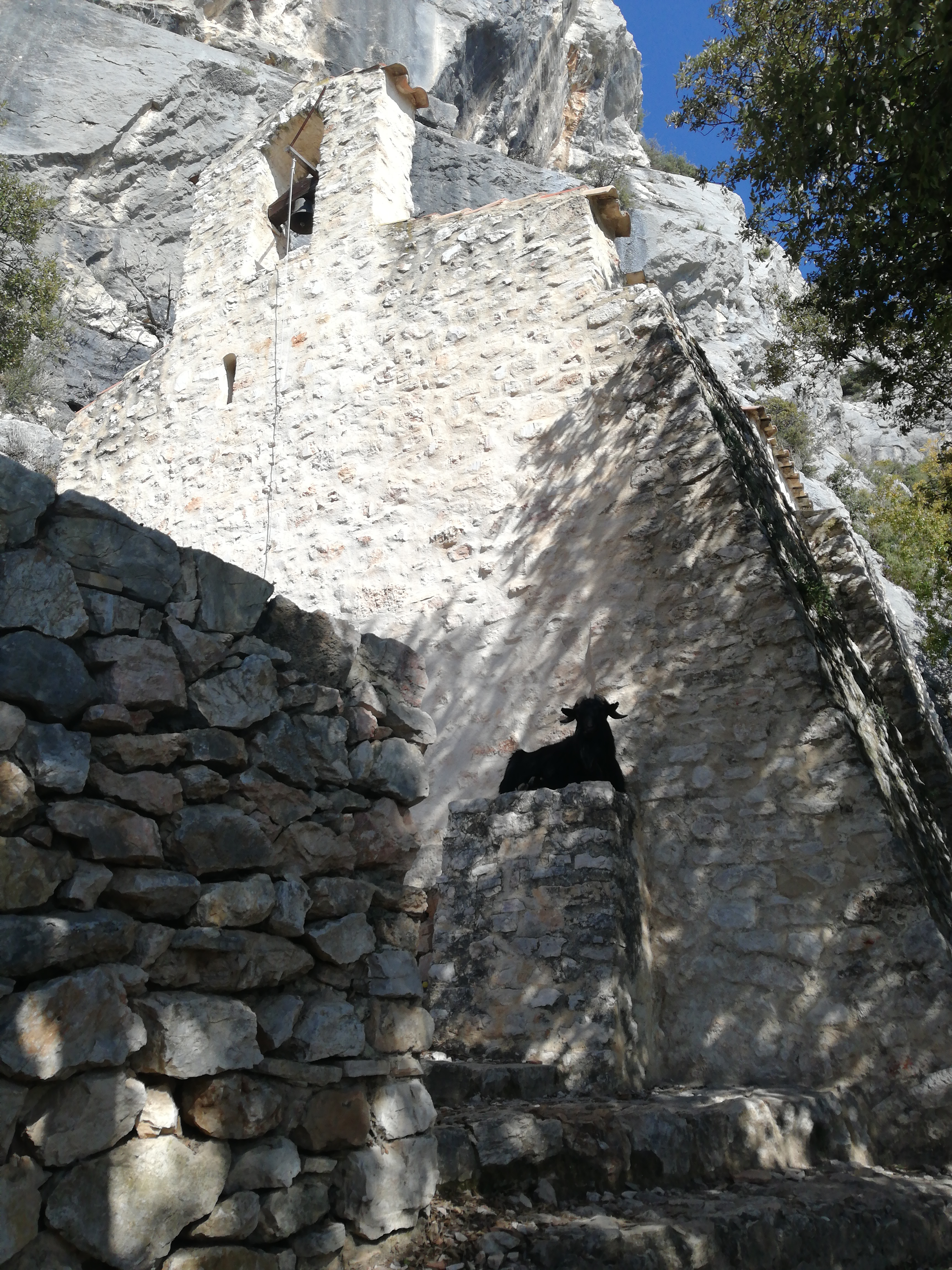

- L'église Sainte-Marie

Elle est l'église historique du village. Construite au Moyen Âge, elle était une ancienne dépendance du château féodal. Il est attesté que certains seigneurs du village y sont enterrés. Dès le XVIIe siècle, cette église va s'avérer trop petite. Un rapport, rédigé en 1868, précise que l'église est « une construction sans importance, sans ornements, sans architecture, sans régularité, qui ne se recommande sous aucun rapport ». Elle sera finalement remplacée par la nouvelle église Saint-Pons consacrée en 1874. Lorsque cette église fut abandonnée, elle servit tour à tour de lieu de détention, de cinéma, de stockage de matériaux. La toiture de la nef fut ensuite démolie. Les gravats des démolitions sont laissés sur place et remplissent l'église. Puis le clocher est détruit. Dans les années 1960, une construction va même être édifiée sur le terrain mitoyen, en surplomb de l'édifice, et l'emprise de l'église pleine de ses décombres va servir de jardin à cette maison.
En 2005, la municipalité a entrepris la restauration progressive de ces vestiges. C'est d'abord les murs extérieurs qui ont été dégagés de la végétation qui les avait envahis et rejointoyés. L'escalier latéral est reconstruit. L'église est ensuite vidée de ses gravats jusqu'aux sols d'origine. Les pierres sont triées et soigneusement mises de côté. Les murs intérieurs sont à leur tour rejointoyés. En 2011, un dallage en pierre est posé sur les sols afin de protéger le bâtiment des infiltrations d’eau. Une grille a été mise à l'entrée. Les abords ont aussi été sommairement aménagés. Un muret en pierre a été reconstruit et un garde-corps a été installé. La mise en lumière a été réalisée avec un éclairage à base de leds.
En 2015, la faisabilité d’une reconstruction du clocher et d’une couverture de la nef est étudiée. Dans un premier temps, grâce à des photos et cartes postales anciennes, le clocher est reconstruit à l’identique en 2016. Auparavant, il a fallu reconstruire la voûte en cul de four au dessus de l’abside. La croix avec la girouette ainsi que le cadran de l’horloge, qui avaient été conservés depuis la démolition du clocher, sont posés sur le nouveau clocher. En 2018, la couverture de la nef est réalisée avec une structure contemporaine, charpente métallique couverte d’un zinc thermolaqué brun. Tout d’abord, il a fallu remonter certaines parties de murs en pierre et reconstruire le mur pignon ouest de la façade principale. La façade sud dispose d’un grand châssis vitré, protégé de l’extérieur par des panneaux perforés d’un motif simple. L’entrée principale est elle-aussi constituée d’un grand châssis vitré, doublé dans sa partie haute par les mêmes panneaux.
En 2019, la commune a reçu un prix départemental des Rubans du Patrimoine pour cette reconstruction. Ce concours est co-organisé par l’Association des maires de France, la Fédération française du bâtiment et la Fondation du Patrimoine.

### Patrimoine naturel
La commune fait partie du Grand Site de Sainte-Victoire.